# Urkudelphis
Urkudelphis — вимерлий рід платаністуватих. Типовий вид, Urkudelphis chawpipacha, був описаний у 2017 році на основі скам'янілостей, знайдених у формації Дос-Бокас в Еквадорі.